# Ali Boumnijel
Ali Boumnijel (Menzel Sealih, 13 de Abril de 1966) é um ex-futebolista tunisiano que atuava como goleiro. Pela seleção do seu país disputou 3 copas do mundo(1998, 2002 e 2006). Além de duas CAN (2004 e 2006), sendo que foi campeão na edição de 2004.
Boumnijel construi quase toda sua carreira na França, onde chegou em 1991 para jogar pelo Nancy. Teve longas passagens pelo Gueugnon, Bastia e Rouen. Aposentou-se no futebol tunisiano jogando pelo Club Africain em 2007.

## Títulos
Tunísia
- Campeonato Africano das Nações: 2004